# 東海寺 (宇都宮市)
東海寺（とうかいじ）は、栃木県宇都宮市篠井町にある真言宗智山派の寺院。山号は福聚山。本尊は阿弥陀如来（あみだにょらい）。開基は円覚（寺伝）。

## 概要
寺伝によると、東海寺は当時小山城城主であった朝比奈兼秀の孫である和田朝盛が出家して円覚と号し、寛喜2年（1230年）にこの地に寺院を建立したのが起源とされる。
室町時代の長禄年間（1460年 - 1467年）になって、常陸の佐竹氏が金山奉行に命じて篠井金山を開発し、村松虚空蔵尊を勧請して当寺境内に堂宇を建立し、虚空蔵菩薩像を奉安。佐竹氏の本拠地である常陸国の太平洋沿岸地域が『東海』と称されていたことに因んで、当寺を『東海寺』と改名し守護寺としたと言われる。
戦国時代には寺運が衰微し、佐竹義重が急速な勢力拡大を図ったため、篠井付近で日光山僧兵等の周辺勢力との戦場になり衰退した。
江戸時代になって、僧・実雅が伽藍を整備して再建したという。
当寺の北方約8kmの位置には、空海（弘法大師）所縁の別院・佐貫観音院がある。

## 文化財

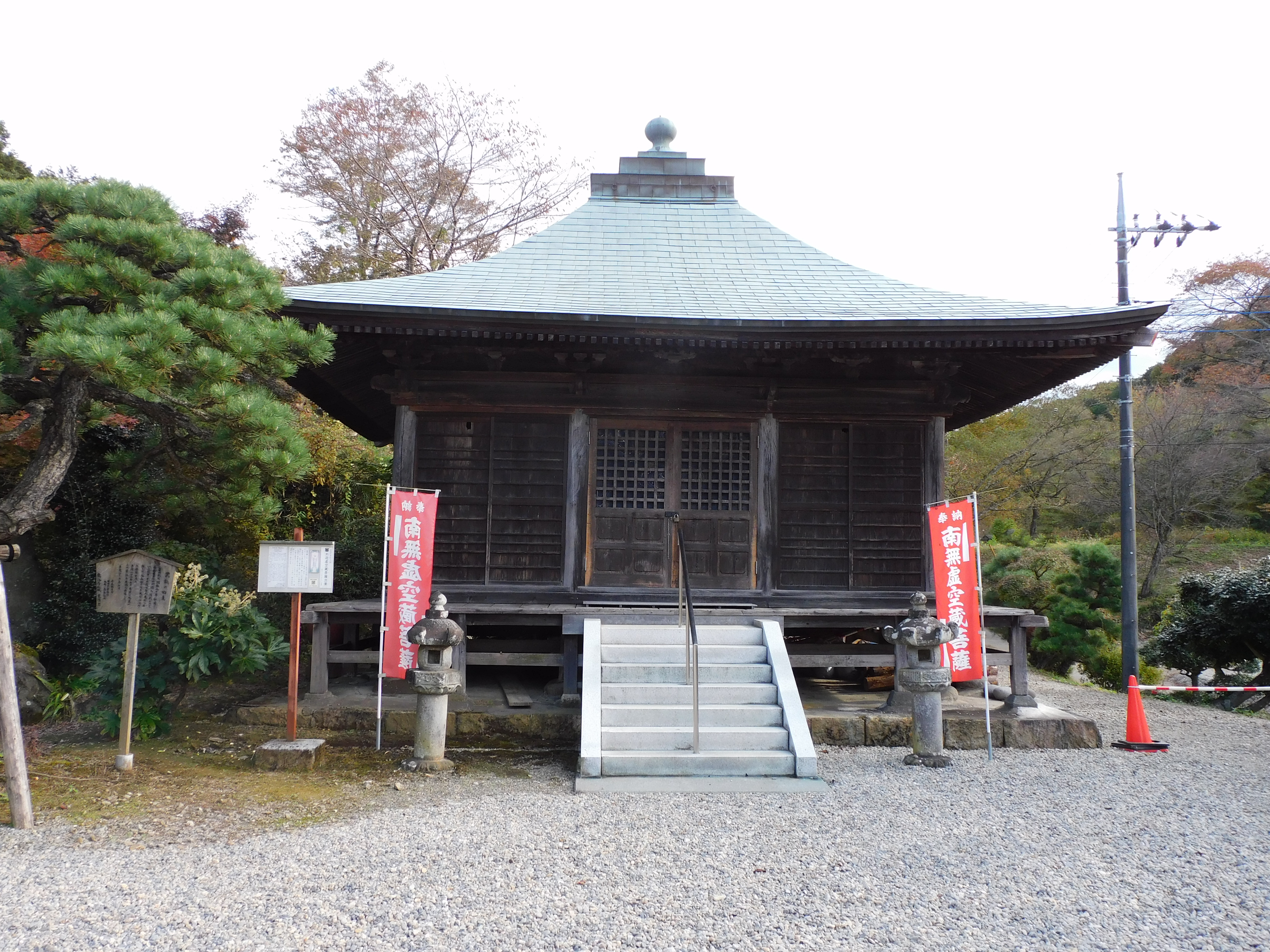
木造虚空蔵菩薩立像を安置するお堂

- 木造虚空蔵菩薩立像（市指定有形文化財）
室町時代の作と推定されている。右手に智慧の宝剣、左手に如意宝珠を持った立像。60年に一度開帳される秘仏
1987年（昭和62年）3月31日、市指定有形文化財（彫刻）[2]。
- 銅版阿弥陀曼荼羅（県指定有形文化財）
鎌倉時代前期のものと推定されている。背面には「下野国 氏家郡讃岐郷巖堀 修造事 勧進沙門満阿弥陀佛 大檀那 右兵衛尉橘公頼 健保五年丁丑二月彼岸第三日 金銅仏奉堀出畢」と記される。氏家郡讃岐郷とは芳賀郡氏家郷（現在のさくら市氏家）で、橘公頼とは氏家公頼のことである。
1987年（昭和62年）12月20日、県指定有形文化財（考古資料）[3]

## 体験修行
東海寺では、個人や企業の体験修行、滝行の受け入れを行っている。テレビ番組のロケの受け入れも実施しており、『そうだ旅（どっか）に行こう。』（2015年）、『所さんのニッポンの出番!』（2015年）、『そこ曲がったら、櫻坂?』（2021年）などの番組企画で体験修行を提供している。

## アクセス
バス
- JR宇都宮駅西口・東武駅前バス停から

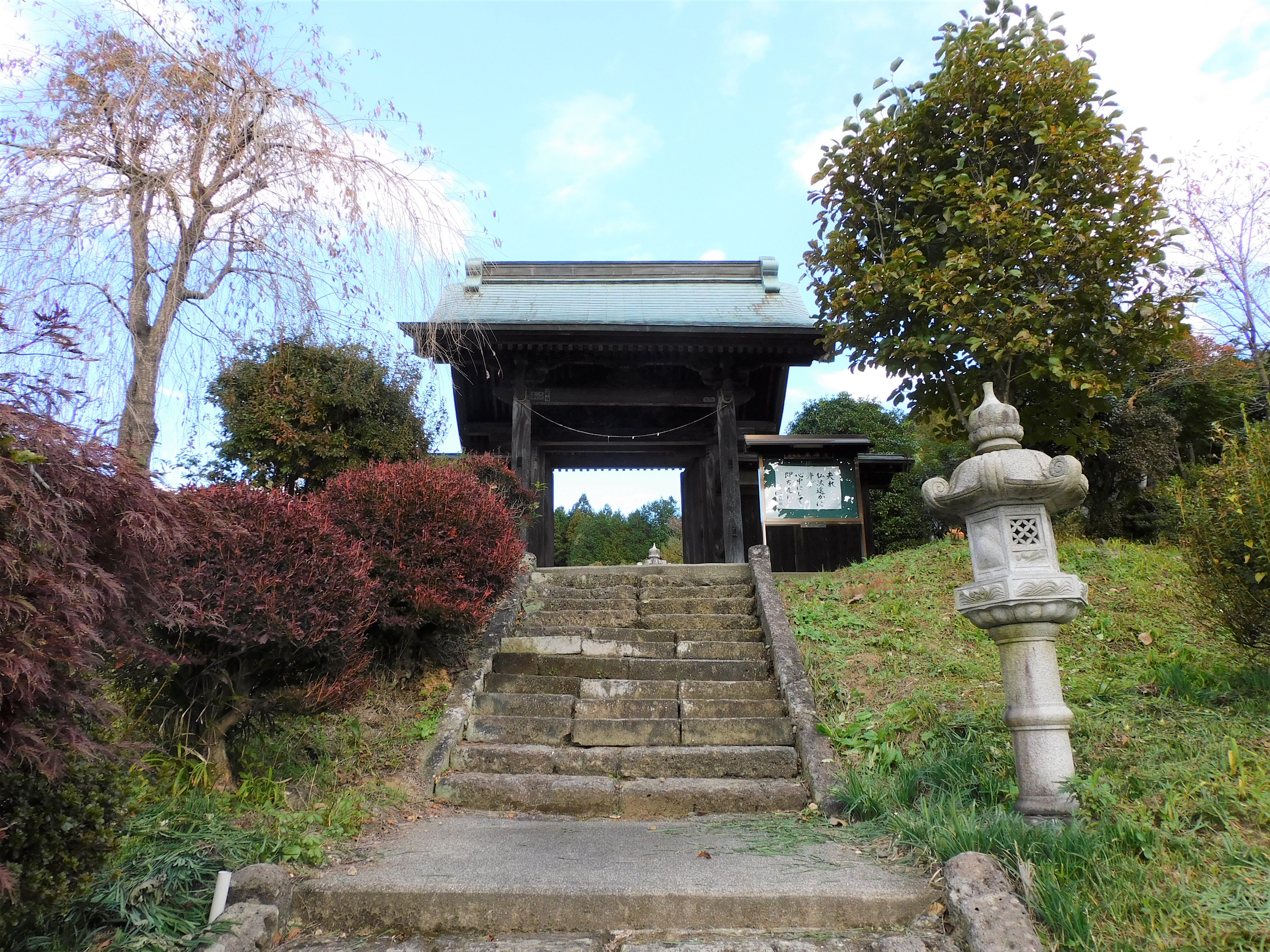
山門

  - 関東バス　塩野室船生線に乗車約45分「中篠井寺前」下車、徒歩3分。

車
- 東北自動車道宇都宮インターチェンジから
  - 国道119号、栃木県道77号宇都宮船生高徳線にて約15分。